# Liste der Monuments historiques in Jouars-Pontchartrain
Die Liste der Monuments historiques in Jouars-Pontchartrain führt die Monuments historiques in der französischen Gemeinde Jouars-Pontchartrain auf.

## Liste der Bauwerke
| Bezeichnung            | Beschreibung                  | Standort | Kennzeichnung | Schutzstatus | Datum | Bild           |
| ---------------------- | ----------------------------- | --- | ------------- | ------------ | ----- | -------------- |
| Schloss                | Erbaut ab dem 17. Jahrhundert | (Lage) | PA00087462    | Classé       | 1979  | weitere Bilder |
| Kirche St-Martin       | Erbaut ab dem 16. Jahrhundert | (Lage) | PA78000016    | Inscrit      | 2003  | weitere Bilder |
| Place du Maréchal-Foch | Erbaut 1755                   | Place du Maréchal-Foch Route du Pontel Rue Mazières Route de Paris Rue Saint-Frédéric Rue Sainte-Anne (Lage) | PA78000015    | Inscrit      | 2002  | weitere Bilder |

## Liste der Objekte
- Monuments historiques (Objekte) in Jouars-Pontchartrain in der Base Palissy des französischen Kultusministeriums